# レッドライン7000
レッドライン7000（Red Line 7000）は1965年に公開されたアメリカのアクション・スポーツ映画。ハワード・ホークスが監督、ストーリー構成をしている。

## あらすじ
カー・レーサーのジムが事故で死に、その婚約者であるホリーがレーサーたちの宿舎を訪れる。
その後、パリから来たレーサーのダンはホリーに片思いする。

## キャスト
- ジェームズ・カーン
- ローラ・デヴォン
- ゲイル・ハイア
- シャーリーン・ホルト
- ジョン・ロバート・クロフォード
- マリアンナ・ヒル